# Варадинов Микола Васильович
Микола Васильович Варадинов (6 (18) грудня 1817 року, Полтава — 8 серпня (27 липня) 1886 року, Гатчина ) — російський юрист, правознавець; доктор права (1847), доктор філософії (1849 рік).

## Біографія
Закінчив юридичний факультет Дерптського університету зі ступенем кандидата в 1841 році. У 1841-1845 роках викладав російську мову в Валкский окружному і Аренсбургском дворянському училищах (Ліфляндської губернії) .
У 1845-1848 роках — чиновник особливих доручень при Ризькому генерал-губернаторові, в 1848-1849 — керуючий канцелярією Ризького генерал-губернатора .
У 1849-1855 роках старший столоначальник при Департаменті економії Міністерства внутрішніх справ. Статський радник (1855 рік) .
З грудня 1855 року по січень 1862 року — редактор " Журналу Міністерства внутрішніх справ ", в 1862 — редактор газети " Північна пошта " (№ 147—214) .
У 1862-1865 роках — чиновник особливих доручень при Міністерстві внутрішніх справ, потім — член Головного управління у справах друку (1865-1883), член Ради при Міністерстві внутрішніх справ (з 1883 року). Таємний радник.

### Родина
Дружина — Софія Василівна Варадінова (1832 — 5 вересня 1917 року).

## Наукова діяльність
У 1845 році в Дерптському університеті захистив магістерську дисертацію "Ueber die allgemeinen Rechtsmittel wider richterlicht Verfügungen in Civilrechtsstreitigkeiten nach Russischen Rechte " («Про загальні правові засоби проти судових рішень у цивільній судовій тяганині з російської праву»); в 1847 році там же — докторську дисертацію «De hypothecis ex jure Livonico et Esthonico».
Сфера наукових інтересів:
- методика викладання російської мови;
- правознавство;
- діловодство.

Брав участь в реформі міністерського діловодства (з 1851 року). Опублікував в 1857 році методичне керівництво «Діловодство або теоретичне і практичне керівництво до цивільного та кримінального, колегіальному і одноособовому письмоводству, до складання всіх урядових і приватних ділових паперів і до ведення самих справ, з додатком до цією зразків і форм», перевидавалися в 1873 і 1881 роках і стало першим комплексним російським навчальним посібником з діловодства.
Був членом Санкт-Петербурзького та Віденського фармацевтичних наукових товариств.